# 어메이향

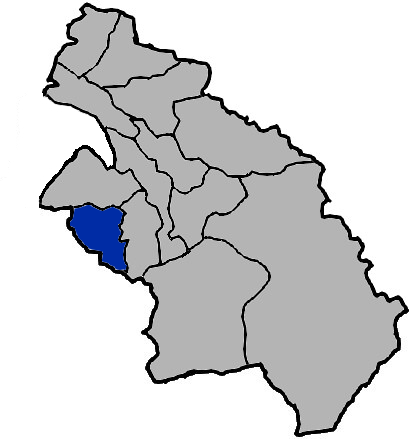
어메이 향의 위치

어메이향(한국어: 아미향, 중국어: 峨眉鄉, 병음: Éméi Xiāng)은 중화민국 신주 현의 향이다. 넓이는 46.8010km2이고, 인구는 2015년 8월 기준으로 5,662명이다.

## 역사
청대의 1834년부터 1879년에 걸쳐 어메이 향은 대만부 담수청 남흥장에 속하고 있었다. 예부터 객가인이 이곳으로 이주했고 1834년부터 1847년까지 14년간은 이주 집단인 '금광복'이 가장 활발하게 활동하고 있었던 시기로, 북포에서부터 아미계를 따라 하류 방향으로 개발되어 중흥, 아미, 석정, 사갱, 적가평, 부흥, 수류동, 전구수 등의 취락이 형성되었다. 이외에도 부흥지구의 증가에 의한 개발도 같은 시기에 진행되어, 이 시기에 어메이 향의 주요 지구의 개발이 행해졌다. 1848년부터 1880년에 걸친 시기는 개발의 침체기이지만 이 시기에도 아미계의 지류를 따라 요갱, 음영, 석경자, 모평 등의 취락이 개발되었다.
1874년, 모란사 사건에 의해 해안 방비의 중요성을 인식한 청조는 심보를 대만에 주재시켜 해안 방비의 임무에 임하게 했다. 이 때 심보는 대북부의 밑으로 담수, 신죽, 의란의 3현을 설치할 것을 진언하였다. 1875년, 청 조정은 이 진언을 받아 들여 1879년부터 어메이 향은 신죽현 죽북 1보에 속하게 되었다. 이 시기에 개발이 재차 추진되어 내산지구에서는 장뇌가 재배되었고 또 지금까지 개발이 진행되지 않았던 등평, 사두산 지구도 개간되어 어메이 향의 대부분의 개발이 완성되었다. 1887년, 대만 전 국토에서 행정구 개혁이 실시되어 신죽현은 신죽, 묘률로 분할되었고 죽북 1보는 죽북 상 1보(별명 죽참보), 하 1보로 개편되어 어메이 향은 대북부 신죽현 죽참보에 속하게 되었다.
시모노세키 조약의 결과 1895년에 일본에 의한 통치가 시작되면서 1898년에 행정구 개혁이 실시되어 다이호쿠 현 신치쿠 변무서 홋포 분서에 속하게 되었다. 1920년 7월, 칙령 제 218호에 의해 지관 관제가 개정되고 9월 1일부터 주제(州制)가 실시되어 신치쿠 주 지쿠토 군 가비 장이 되었다.
2차 대전 후에는 중화민국 정부에 의한 타이완의 행정구의 대폭적인 개편으로 어메이 지구는 신주 현 주둥 구 어메이 향으로 고쳐졌으며 9촌이 설치되었다. 1950년 10월, 정부는 대폭적인 행정구 정리안을 발표해 신주 현 어메이 향이 탄생했다.